# Ammoglanis
Ammoglanis (Аммогланіс) — рід сомоподібних риб з підродини Sarcoglanidinae родини Trichomycteridae. Має 5 видів. Наукова назва походить від грецького слова ammos, тобто «пісок», латинського слова glanis — «сом».

## Опис
Загальна довжина представників цього роду коливається від 1,5 до 1,9 см. Голова невелика. Очі маленькі. Є 2 пари коротких вусів. Рот невеличкий. У деяких видів майже повністю відсутні зуби. Тулуб подовжений, помірно стрункий. Скелет складається з 29-33 хребців. Кишечник короткий. Спинний плавець має від 5 до 10 м'яких променів. Грудні плавці витягнуті. Анальний плавець складається з 4-8 м'яких променів.
Забарвлення жовтувате або рожеве. Різняться між собою малюнків зі смуг або плям.

## Спосіб життя
Є демерсальними і бентопелагічними рибами. Зустрічаються на мілині та вузьких струмках з помірною течією й чистою прозорою водою. Зариваються у пісок, де проводять значну частину доби. Живляться личинками двокрилих і кладоцер, зоопланктоном.

## Розповсюдження
Мешкають у басейні річок Амазонка, Токантіс (Бразилія) та Паріа-Гранде і Памоні (Венесуела).

## Види
- Ammoglanis amapaensis Mattos, Costa & Gama, 2008
- Ammoglanis diaphanus Costa, 1994
- Ammoglanis natgeorum Henschel, Lujan & Baskin, 2020
- Ammoglanis obliquus Henschel, Bragança, Rangel-Pereira & Costa, 2020
- Ammoglanis pulex de Pinna & Winemiller, 2000